# 24-Stunden-Rennen von Le Mans 1996

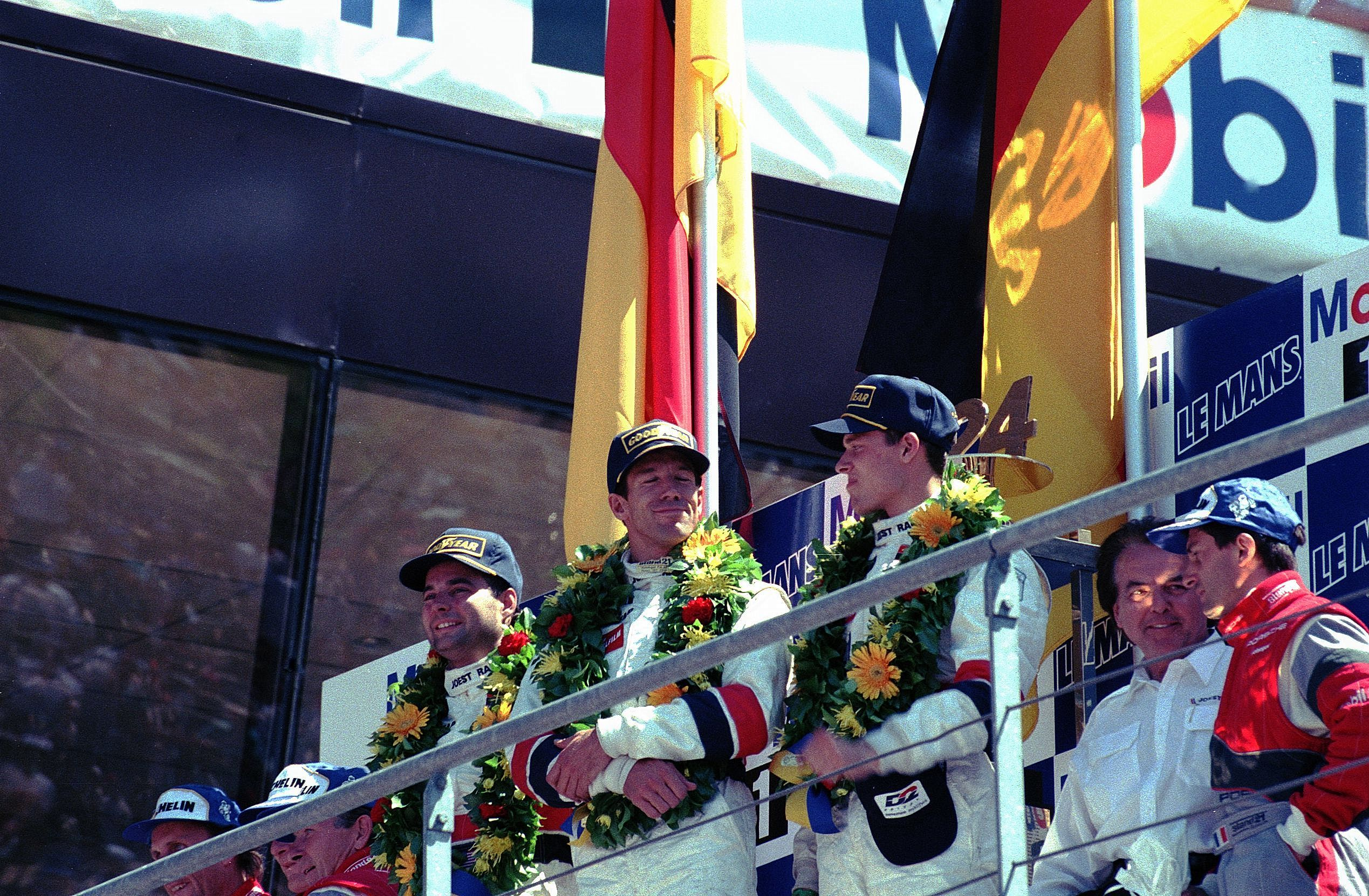
Die Gesamtsieger Davy Jones, Manuel Reuter und Alexander Wurz; rechts Teambesitzer Reinhold Joest im Gespräch mit dem drittplatzierten Yannick Dalmas

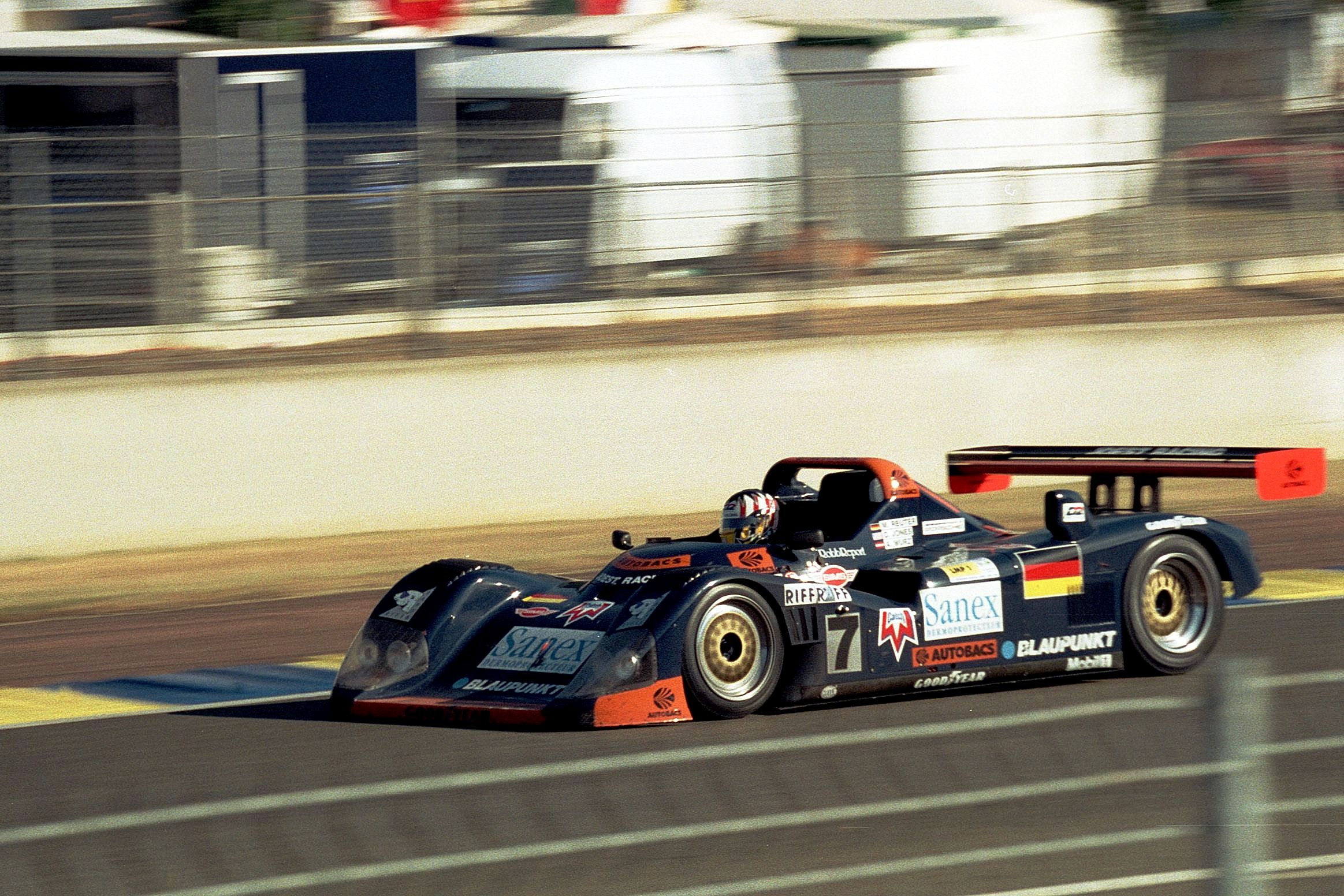
Der siegreiche TWR-Porsche WSC-95 von Davy Jones, Alexander Wurz (am Steuer) und Manuel Reuter

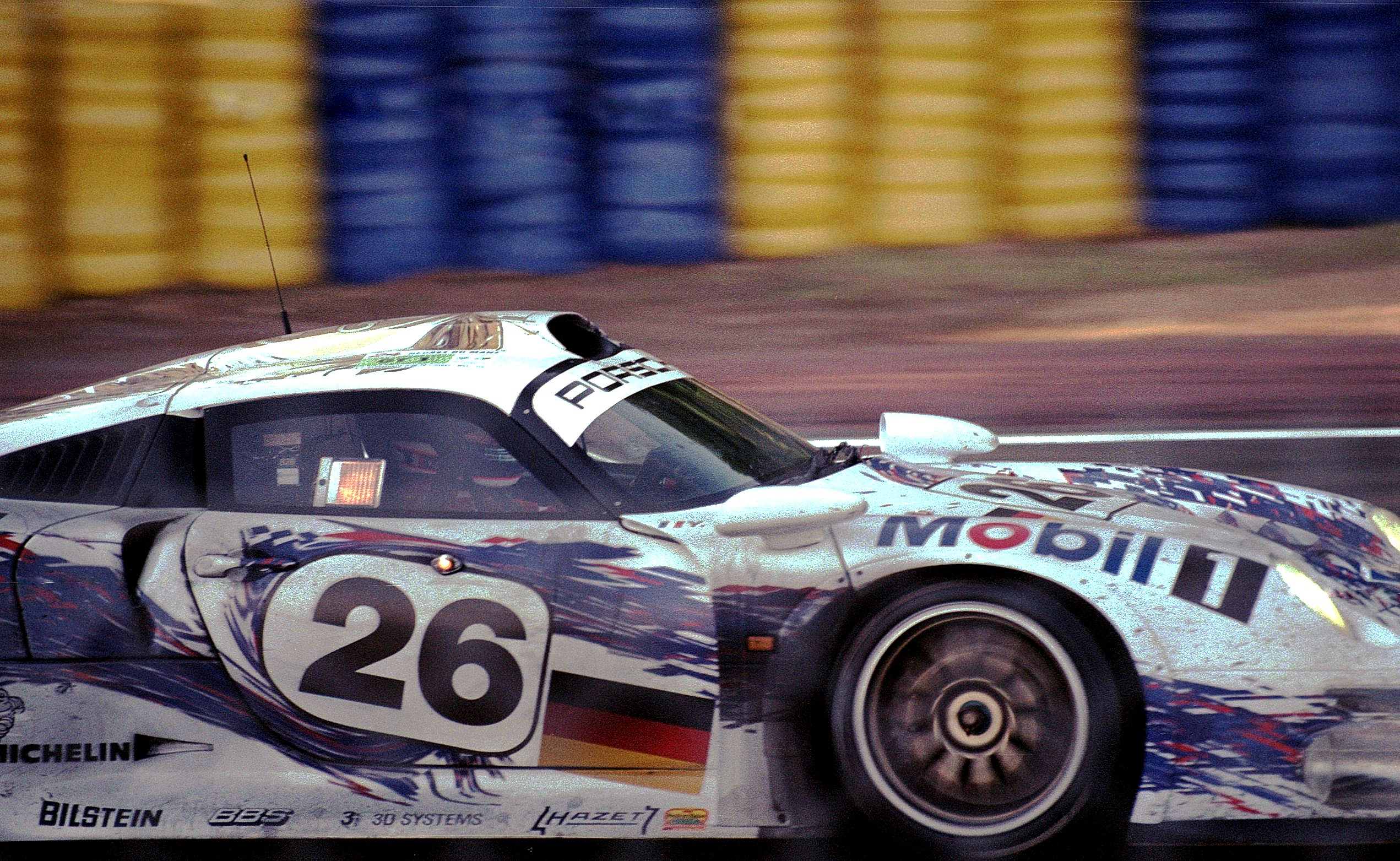
Der drittplatzierte Porsche 911 GT1

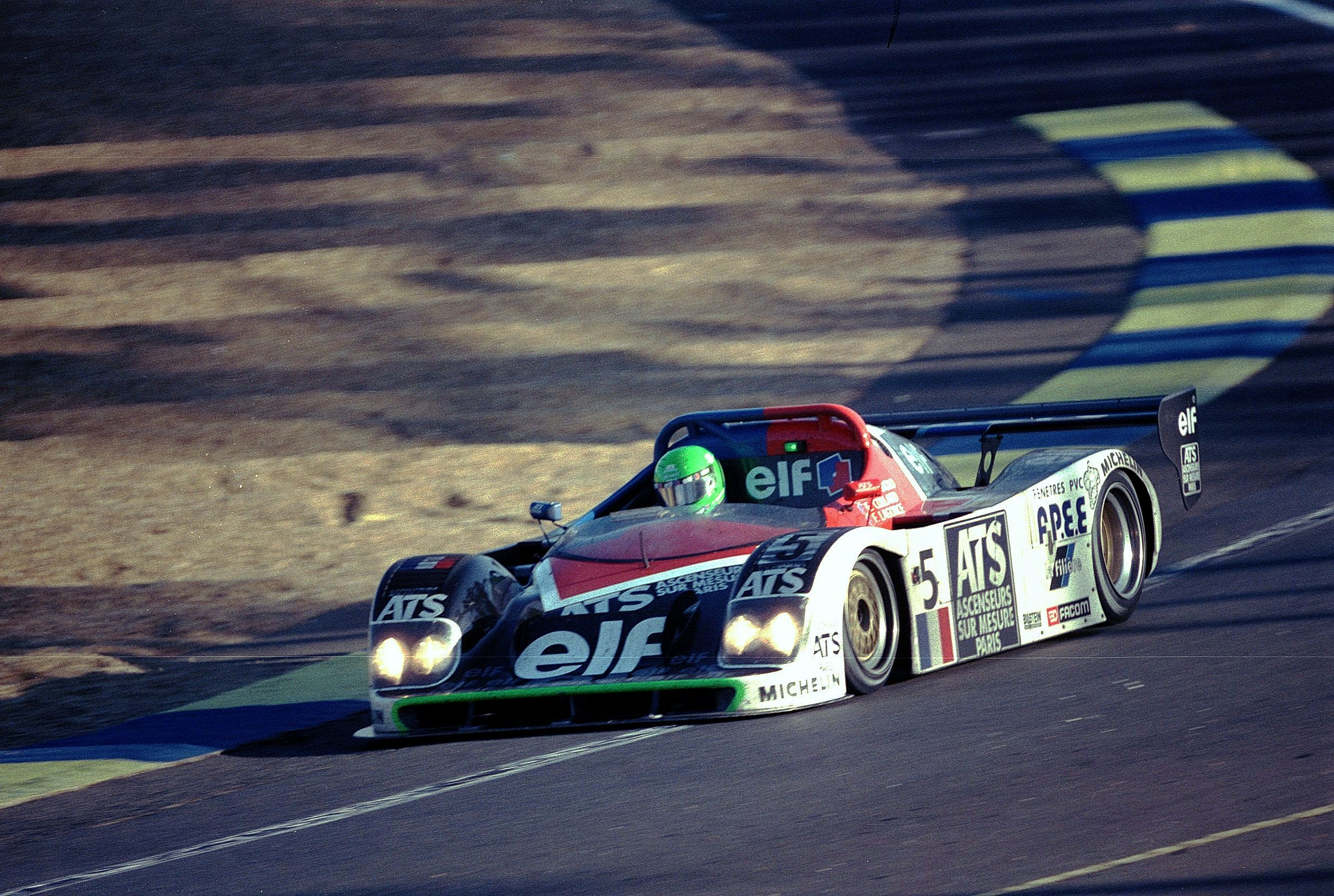
Der Courage C36 mit der Startnummer 5, den Henri Pescarolo (am Steuer), Franck Lagorce und Emmanuel Collard an die siebte Stelle der Gesamtwertung fuhren

Das 64. 24-Stunden-Rennen von Le Mans, der 64e Grand Prix d’Endurance les 24 Heures du Mans, auch 24 Heures du Mans, Circuit de la Sarthe, Le Mans, fand vom 15. bis 16. Juni 1996 auf dem Circuit des 24 Heures statt.

## Das Rennen

### Vor dem Rennen
1995 war der ehemalige Rennfahrer und aktuelle Rennstallbesitzer Reinhold Joest auf der Suche nach einem adäquaten Rennfahrzeug für das 24-Stunden-Rennen 1996. Er wurde bei Porsche in Zuffenhausen fündig. Joest, Besitzer eines Kundenteams, verband mit der Motorsportabteilung des Sportbauwagenbauers eine langjährige Partnerschaft. In Zuffenhausen standen zwei ungebrauchte Rennchassis. Die Basis dieser beiden Chassis war der Gruppe-C-Jaguar XJR-14 aus dem Jahre 1991. Von diesem geschlossenen Prototypen leitete Tom Walkinshaw zwei Spyder-Karosserien ab, die dann 1994 von Porsche gekauft wurden. Ziel war es, die Fahrzeuge 1995 in der WSC-Rennserie der IMSA mit dem Start beim 24-Stunden-Rennen von Daytona 1995 einzusetzen. Nachdem die IMSA zehn Tage vor dem Rennen die technischen Regularien geändert hatte, verzichtete Porsche auf ein Engagement in dieser Serie.
Nunmehr standen die beiden Chassis, ohne Motoren, verwaist in Zuffenhausen. Joest lieh sich gegen Gebühren die beiden Chassis von Porsche und ließ diese mit Motoren und Renntechnik ausstatten. Er kam mit den beiden rennfertigen und ausführlich getesteten Wagen zum Rennen nach Le Mans und meldete diese in der LMP1-Klasse. Als Fahrer verpflichtete er für den Wagen mit der Nummer 7 Manuel Reuter, der das 24-Stunden-Rennen 1989 im Sauber C9 gewonnen hatte, und den US-Amerikaner Davy Jones, der seit den 1980er-Jahren im Sportwagensport erfolgreich war. Dritter im Team war der 22 Jahre junge Österreicher Alexander Wurz, der im Gegensatz zu seinen Teamkollegen überhaupt keine Erfahrung im Sportwagen hatte. Den Wagen mit der Nummer 8 fuhren die beiden ehemaligen italienischen Formel-1-Piloten Michele Alboreto und Pierluigi Martini, die sich das Cockpit mit Didier Theys teilten.
Werksseitig kehrte Porsche 1996 nach Jahren der Abwesenheit mit dem 911 GT1 nach Le Mans zurück. Der Porsche 911 GT1 wurde ab 1996 primär für den Renneinsatz konstruiert und zwecks Homologation in geringer Stückzahl als straßenzugelassener Supersportwagen gebaut, um für den Einsatz in den USA, in Le Mans sowie der europäischen BPR Global GT Series bzw. ab 1997 der FIA-GT-Meisterschaft zugelassen werden zu können. Erforderlich waren dafür zwar mindestens 25 Exemplare, die FIA zeigte sich jedoch kulant. Der Motor, wie üblich ein Sechszylinder-Boxer, jedoch ein wassergekühlter Biturbomotor mit 440 kW (600 PS), basierte auf dem Triebwerk der erfolgreichen Gruppe-C-Rennwagen Porsche 956 bzw. Porsche 962 und war, wie bei Rennwagen dieser Kategorie üblich, vor der Hinterachse eingebaut. Ein feststehender Heckflügel sorgte für den zur Fahrstabilität notwendigen Anpressdruck bei Geschwindigkeiten von teilweise weit über 300 km/h. Fahrer waren Hans-Joachim Stuck, Bob Wollek, Thierry Boutsen, Karl Wendlinger, Yannick Dalmas und Scott Goodyear.
Die Fahrzeuge in der LMP1-Klasse waren fast durchwegs mit Porsche-Motoren ausgestattet. Im Courage C36 und im Kremer K8 Spyder kamen jeweils Porsche Type-935-3-Liter-Turbotriebwerke zum Einsatz.

### Der Rennverlauf
Die schnellste Trainingszeit erzielte Pierluigi Martini im Joest-Porsche mit einer Zeit von 3:46,682 Minuten. Überraschend schnell waren die beiden Ferrari 333SP von Eric van de Poele und Andy Evans, die im Rennen jedoch beide ausfielen. Immerhin konnte Van de Poele die schnellste Rennrunde erzielen.
Das Rennen wurde zu einer erstaunlich einseitigen Angelegenheit der Joest-Porsche. Obwohl die Fahrzeuge vor Le Mans kein einziges Rennen bestritten hatten, dominierten sie vom Start weg. Der Wagen mit der Nummer 7 lief bis auf einen ungeplanten Wechsel der vorn liegenden Bremsscheiben völlig problemlos. Beim Wagen mit der Nummer 8 traten in der Nacht Schwierigkeiten mit der Elektrik auf, die nach 317 Runden zum Ausfall führten.
Im Ziel hatte die Nummer 7 nach beinahe 24 Stunden ununterbrochener Führung einen Vorsprung von einer Runde auf den Werks-Porsche von Stuck/Boutsen/Wollek. Für Bob Wollek reichte es auch beim 25-sten Antreten nicht für den Gesamtsieg. Der Erfolg des TWR-Porsche WSC-95 war der erste Erfolg eines offenen Rennwagens in Le Mans seit 1981, als Jacky Ickx und Derek Bell im Porsche 936 siegreich blieben.
Alexander Wurz wurde mit knapp 22 Jahren zum jüngsten Le-Mans-Sieger in der Geschichte dieses Rennens.

## Ergebnisse

### Piloten nach Nationen
| 46 Franzosen   | 19 Briten      | 15 Japaner    | 12 US-Amerikaner | 8 Deutsche     |
| 7 Belgier      | 7 Italiener    | 4 Brasilianer | 3 Niederländer   | 3 Neuseeländer |
| 3 Österreicher | 3 Schweden     | 3 Schweizer   | 2 Kanadier       | 2 Spanier      |
| 2 Finnen       | 2 Südafrikaner | 1 Australier  | 1 Däne           | 1 Venezolaner  |
| 1 Monegasse    |                |               |                  |                |

### Schlussklassement
| Pos.            | Klasse | Nr. | Team                               | Fahrer                                                 | Chassis                | Motor                              | Reifen | Runden |
| --------------- | ------ | --- | ---------------------------------- | ------------------------------------------------------ | ---------------------- | ---------------------------------- | ------ | ------ |
| 1               | LMP1   | 7   | Joest Racing                       | Davy Jones Alexander Wurz Manuel Reuter                | TWR-Porsche WSC-95     | Porsche Type-935 3.0L Turbo Flat-6 | G      | 354    |
| 2               | GT1    | 25  | Porsche AG                         | Hans Joachim Stuck Thierry Boutsen Bob Wollek          | Porsche 911 GT1        | Porsche 3.2L Turbo Flat-6          | M      | 353    |
| 3               | GT1    | 26  | Porsche AG                         | Karl Wendlinger Yannick Dalmas Scott Goodyear          | Porsche 911 GT1        | Porsche 3.2L Turbo Flat-6          | M      | 341    |
| 4               | GT1    | 30  | David Price Racing                 | John Nielsen Thomas Bscher Peter Kox                   | McLaren F1 GTR         | BMW S70 6.1L V12                   | G      | 338    |
| 5               | GT1    | 34  | Gulf Racing                        | Pierre-Henri Raphanel Lindsay Owen-Jones David Brabham | McLaren F1 GTR         | BMW S70 6.1L V12                   | M      | 335    |
| 6               | GT1    | 29  | Harrods Mach One Racing            | Andy Wallace Olivier Grouillard Derek Bell             | McLaren F1 GTR         | BMW S70 6.1L V12                   | G      | 328    |
| 7               | LMP1   | 5   | Courage Compétition                | Henri Pescarolo Franck Lagorce Emmanuel Collard        | Courage C36            | Porsche Type-935 3.0L Turbo Flat-6 | M      | 327    |
| 8               | GT1    | 39  | Team Bigazzi SRL                   | Nelson Piquet Johnny Cecotto Danny Sullivan            | McLaren F1 GTR         | BMW S70 6.1L V12                   | M      | 324    |
| 9               | GT1    | 33  | Gulf Racing                        | Ray Bellm James Weaver JJ Lehto                        | McLaren F1 GTR         | BMW S70 6.1L V12                   | M      | 323    |
| 10              | GTI    | 48  | Canaska Southwind Motorsport       | Price Cobb Shawn Hendricks Mark Dismore                | Chrysler Viper GTS-R   | Chrysler 356-T6 8.0L V10           | M      | 320    |
| 11              | GT1    | 38  | Team Bigazzi SRL                   | Jacques Laffite Steve Soper Marc Duez                  | McLaren F1 GTR         | BMW S70 6.1L V12                   | M      | 318    |
| 12              | GT2    | 79  | Roock Racing Team                  | Guy Martinolle Ralf Kelleners Bruno Eichmann           | Porsche 911 GT2        | Porsche 3.6L Turbo Flat-6          | M      | 317    |
| 13              | LMP1   | 4   | Courage Compétition                | Mario Andretti Jan Lammers Derek Warwick               | Courage C36            | Porsche Type-935 3.0L Turbo Flat-6 | M      | 315    |
| 14              | GT2    | 71  | New Hardware Racing                | Bill Farmer Greg Murphy Robert Nearn                   | Porsche 911 GT2        | Porsche 3.6L Turbo Flat-6          | P      | 313    |
| 15              | GT1    | 23  | NISMO                              | Kazuyoshi Hoshino Masahiro Hasemi Toshio Suzuki        | Nissan Skyline GT-R LM | Nissan 2.8L Turbo I6               | B      | 307    |
| 16              | GT2    | 75  | Team Kunimitsu Honda               | Kunimitsu Takahashi Keiichi Tsuchiya Akira Iida        | Honda NSX              | Honda 3.0L V6                      | Y      | 305    |
| 17              | GT2    | 83  | New Hardware Racing                | Stéphane Ortelli Andy Pilgrim Andrew Bagnall           | Porsche 911 GT2        | Porsche 3.6L Turbo Flat-6          | P      | 299    |
| 18              | GT2    | 77  | Seikel Motorsport                  | Guy Fuster Manfred Jurasz Takashi Suzuki               | Porsche 911 GT2        | Porsche 3.6L Turbo Flat-6          | P      | 297    |
| 19              | GT1    | 28  | Newcastle United Lister            | Geoff Lees Tiff Needell Anthony Reid                   | Lister Storm GTS       | Jaguar 7.0L V12                    | M      | 295    |
| 20              | GT2    | 82  | Larbre Compétition                 | Patrice Goueslard André Ahrlé Patrick Bourdais         | Porsche 911 GT2        | Porsche 3.6L Turbo Flat-6          | M      | 284    |
| 21              | GT1    | 50  | Viper Team Oreca                   | Philippe Gache Eric Hélary Olivier Beretta             | Chrysler Viper GTS-R   | Chrysler 356-T6 8.0L V10           | M      | 283    |
| 22              | GT1    | 27  | Chereau Sports                     | Jean-Luc Chéreau Pierre Yver Jack Leconte              | Porsche 911 GT2 Evo    | Porsche 3.6L Turbo Flat-6          | M      | 279    |
| 23              | GT1    | 49  | Canaska Southwind Motorsport       | Alain Cudini Victor Sifton John Morton                 | Chrysler Viper GTS-R   | Chrysler 356-T6 8.0L V10           | M      | 269    |
| 24              | GT1    | 46  | Team Menicon SARD Co. Ltd.         | Alain Ferté Mauro Martini Pascal Fabre                 | SARD MC8-R             | Toyota 4.0L Turbo V8               | D      | 256    |
| 25              | LMP2   | 20  | Mazdaspeed Co. Ltd.                | Yōjirō Terada Jim Downing Franck Fréon                 | Kudzu DLM              | Mazda 2.0L 3-Rotor                 | G      | 251    |
| Ausgefallen     |        |     |                                    |                                                        |                        |                                    |        |        |
| 26              | LMP1   | 8   | Joest Racing                       | Michele Alboreto Pierluigi Martini Didier Theys        | TWR-Porsche WSC-95     | Porsche Type-935 3.0L Turbo Flat-6 | G      | 300    |
| 27              | LMP2   | 14  | Welter Racing                      | Patrick Gonin Pierre Petit Marc Rostan                 | WR LM96                | Peugeot 2.0L Turbo I4              | M      | 221    |
| 28              | LMP1   | 3   | Courage Compétition                | Didier Cottaz Philippe Alliot Jérôme Policand          | Courage C36            | Porsche Type-935 3.0L Turbo Flat-6 | M      | 215    |
| 29              | GT1    | 22  | NISMO                              | Aguri Suzuki Masahiko Kageyama Masahiko Kondō          | Nissan Skyline GT-R LM | Nissan 2.8L Turbo I6               | B      | 209    |
| 30              | WSC    | 17  | Racing For Belgium                 | Eric van de Poele Marc Goossens Éric Bachelart         | Ferrari 333SP          | Ferrari F310E 4.0L V12             | P      | 208    |
| 31              | GT1    | 57  | Team SARD Toyota Co. Ltd.          | Masanori Sekiya Hidetoshi Mitsusada Masami Kageyama    | Toyota Supra LM        | Toyota 3S-GTE 2.1L Turbo I4        | D      | 205    |
| 32              | LMP2   | 15  | Welter Racing                      | William David Sébastien Enjolras Arnaud Trévisiol      | WR LM96                | Peugeot 2.0L Turbo I4              | M      | 162    |
| 33              | WSC    | 19  | Riley & Scott Cars Inc.            | Wayne Taylor Scott Sharp Jim Pace                      | Riley & Scott Mk.III   | Oldsmobile Aurora 4.0L V8          | P      | 157    |
| 34              | GT1    | 53  | Kokusai Kaihatsu Racing            | Fabien Giroix Jean-Denis Delétraz Maurizio Sandro Sala | McLaren F1 GTR         | BMW S70 6.1L V12                   | M      | 146    |
| 35              | GT1    | 59  | Ennea SRL Igol Ferrari Club Italia | Robin Donovan Piero Nappi Tetsuya Ota                  | Ferrari F40 GTE        | Ferrari F120B 3.5L Turbo V8        | P      | 129    |
| 36              | GT2    | 74  | Agusta Racing Team, Ltd.           | Riccardo Agusta Almo Coppelli Patrick Camus            | Callaway Corvette      | Chevrolet 6.2L V8                  | D      | 114    |
| 37              | LMP1   | 1   | Kremer Racing                      | Christophe Bouchut Jürgen Lässig Harri Toivonen        | Kremer K8 Spyder       | Porsche Type-935 3.0L Turbo Flat-6 | G      | 110    |
| 38              | GT1    | 37  | Konrad Motorsport                  | Franz Konrad Antônio de Azevedo Hermann Wido Rössler   | Porsche 911 GT2 Evo    | Porsche 3.6L Turbo Flat-6          | M      | 107    |
| 39              | GT1    | 44  | Ennea SRL Igol                     | Luciano della Noce Anders Olofsson Carl Rosenblad      | Ferrari F40 GTE        | Ferrari F120B 3.5L Turbo V8        | P      | 98     |
| 40              | GT1    | 51  | Dodge Viper Team Oreca             | Dominique Dupuy Perry McCarthy Justin Bell             | Chrysler Viper GTS-R   | Chrysler 356-T6 8.0L V10           | M      | 96     |
| 41              | GT1    | 55  | Roock Racing Team                  | Jean-Pierre Jarier Jesús Pareja Dominic Chappell       | Porsche 911 GT2 Evo    | Porsche 3.6L Turbo Flat-6          | M      | 93     |
| 42              | GT1    | 56  | Pilot Pen Racing                   | Michel Ferté Olivier Thévenin Nicolas Leboissetier     | Ferrari F40 LM         | Ferrari F120B 3.5L Turbo V8        | M      | 93     |
| 43              | LMP1   | 2   | Kremer Racing                      | Steve Fossett George Fouché Stanley Dickens            | Kremer K8 Spyder       | Porsche Type-935 3.0L Turbo Flat-6 | G      | 58     |
| 44              | GT2    | 73  | Elf Haberthur Racing               | Michel Neugarten Toni Seiler Bruno Ilien               | Porsche 911 GT2        | Porsche 3.6L Turbo Flat-6          | D      | 46     |
| 45              | GT2    | 81  | Team Marcos                        | Cor Euser Thomas Erdos Pascal Dro                      | Marcos Mantara LM600   | Chevrolet 6.1L V8                  | D      | 40     |
| 46              | GT1    | 45  | Ennea SRL Igol                     | Jean-Marc Gounon Éric Bernard Paul Belmondo            | Ferrari F40 GTE        | Ferrari F120B 3.5L Turbo V8        | P      | 40     |
| 47              | GT2    | 70  | EMKA Productions                   | Steve O’Rourke Guy Holmes Soames Langton               | Porsche 911 GT2        | Porsche 3.6L Turbo Flat-6          | D      | 32     |
| 48              | WSC    | 18  | Rocketsports Inc.                  | Andy Evans Yvan Muller Fermín Vélez                    | Ferrari 333SP          | Ferrari F130E 4.0L V12             | P      | 31     |
| Nicht gestartet |        |     |                                    |                                                        |                        |                                    |        |        |
| 49              | LMP2   | 9   | Didier Bonnet                      | Jean-Claude Basso Edouard Sezionale Thierry Lecerf     | Debora LMP296          | Cosworth 2.0L Turbo I4             | M      | 1      |

1Motorschaden im Training

### Nur in der Meldeliste
Hier finden sich Teams, Fahrer und Fahrzeuge die ursprünglich für das Rennen gemeldet waren, aber aus den unterschiedlichsten Gründen daran nicht teilnahmen.
| Pos. | Klasse | Nr. | Team                       | Fahrer                                                                  | Chassis                | Motor                            | Reifen |
| ---- | ------ | --- | -------------------------- | ----------------------------------------------------------------------- | ---------------------- | -------------------------------- | ------ |
| 50   | GT1    | 32  | Société Legeay Sports      | Marc Sourd Stéphane Daoudi Lionel Robert Jean-Louis Déglise             | Renault Spider         | Renault PRV 3.0L Turbo V6        | D      |
| 51   | GT1    | 40  | BBA Compétition            | Emmanuel Clérico Laurent Lécuyer Jean-Luc Maury-Laribière               | Venturi 600SLM         | Renault PRV 3.0L Turbo V6        |        |
| 52   | GT2    | 72  | Stadler Motorsport         | Enzo Calderari Lilian Bryner Uli Richter                                | Porsche 911 GT2        | Porsche 3.6L Turbo Flat-6        | P      |
| 53   | LMP2   | 10  | ASA Sequanie               | Guillaume Gomez                                                         | Debora LMP295          | Cosworth 2.0L Turbo I4           |        |
| 54   | LMP2   | 11  | Graff Racing               | David Terrien Soheil Ayari                                              | WR LM94                | Peugeot 2.0L Turbo I4            |        |
| 55   | LMP2   | 12  | Bertrand Gachot            | Bertrand Gachot                                                         | WR LM94                | SsangYong 2.0L Turbo I4          |        |
| 56   | LMP2   | 16  | Alain Lebrun               | Pierre Bruneau Patrick Camus Philippe Sinault                           | WR LM93                | Peugeot 2.0L Turbo I4            |        |
| 57   | GT1    | 31  | Société Legeay Sports      | Marc Sourd Lionel Robert Stéphane Daoudi Benjamin Roy                   | Renault Spider         | Renault PRV 3.0L Turbo V6        |        |
| 58   | GT1    | 41  | BBA Compétition            | Stanley Dickens Arie Luyendyk Michel Ligonnet John Hugenholtz           | McLaren F1 GTR         | BMW S70 6.1L V12                 |        |
| 59   | GT1    | 42  | Callaway Competition       | Enrico Bertaggia Boris Said III Frank Jelinski                          | Callaway C7R           | Chevrolet 6.2L V8                |        |
| 60   | GT1    | 47  | Kremer Racing              | Tomás Saldaña Prince Alfonso de Orleans Bourbon Paul Burdell            | Porsche 911 GT2 Evo    | Porsche 3.6L Turbo Flat-6        |        |
| 61   | GT1    | 52  | Societé Viper Team Oreca   | Philippe Gache Eric Hélary Olivier Beretta                              | Chrysler Viper GTS-R   | Chrysler 356-T6 8.0L V10         |        |
| 62   | GT1    | 60  | ADA Engineering            | Thorkild Thyrring Kris Nissen Phil Andrews Max Angelelli Eliseo Salazar | De Tomaso Pantera      | Ford 5.0L V8                     |        |
| 63   | GT1    | 62  | Monaco Racing Team         | Patrick Tambay Gildo Pallanca-Pastor Derek Hill                         | Bugatti EB110S         | Bugatti 3.5L Turbo V12           |        |
| 64   | GT2    | 76  | Team Jumbo Pao de Acucar   | Manuel Mello-Breyner Thomaz Mello-Breyner Pedro Mello-Breyner           | Porsche 911 GT2        | Porsche 3.6L Turbo Flat-6        |        |
| 65   | GT2    | 78  | Richard Jones              | Nick Adams Chris Gleason Gérard MacQuillan Richard Jones                | Porsche 911 GT2        | Porsche 3.6L Turbo Flat-6        |        |
| 66   | GT2    | 80  | Team Marcos                | Win Percy Robert Schirle David Warnock Allen Lloyd                      | Marcos Mantara LM600   | Chevrolet 6.1L V8                |        |
| 67   | GT2    | 85  | Yellow Racing              | Christian Heinkélé Lucien Guitteny Jean Guy                             | Ferrari F355           | Ferrari F129B 3.5L V8            |        |
| 68   | LMP2   | 21  | Sylvain Boulay             | Sylvain Boulay                                                          | Tiga FJ94              | Buick 4.5L V6                    |        |
| 69   | GT1    | 24  | NISMO                      | Masahiro Hasemi Hideo Fukuyama                                          | Nissan Skyline GT-R LM | Nissan 2.6L Turbo I6             |        |
| 70   | GT1    | 35  | Lotus Racing Team          | Mike Hezemans Alex Portman                                              | Lotus Esprit V8        | Lotus 3.5L Turbo V8              |        |
| 71   | GT1    | 36  | Lotus Racing Team          | Jan Lammers Perry McCarthy                                              | Lotus Esprit V8        | Lotus 3.5L Turbo V8              |        |
| 72   | GT1    | 43  | Callaway Competition       | Boris Said III Enrico Bertaggia                                         | Callaway C7R           | Chevrolet 6.3L V8                |        |
| 73   | GT2    | 54  | Gary Ward                  |                                                                         | Honda NSX              | Honda 3.0L V6                    |        |
| 74   | GT1    | 58  | Société Larbre Compétition |                                                                         | McLaren F1 GTR         | BMW S70 6.1L V12                 |        |
| 75   | GT1    | 61  | Franck Muller              |                                                                         | McLaren F1 GTR         | BMW S70 6.1L V12                 |        |
| 76   | GT2    | 84  | Jean-François Metz         | Jean-François Metz Patrick Bornhauser Dominique Lacaud                  | VBM 4000GTC            | PRV Douvrin-Sodemo 3.0L Turbo V6 |        |
| 77   | GT2    |     | Lanzante Motorsport        |                                                                         | Porsche 911 GT2        | Porsche 3.6L Turbo Flat-6        |        |
| 78   | WSC    |     | Giampiero Moretti          |                                                                         | Ferrari 333SP          | Ferrari F130E 4.0L V12           |        |

### Klassensieger
| Klasse | Fahrer             | Fahrer          | Fahrer         | Fahrzeug           | Platzierung im Gesamtklassement |
| ------ | ------------------ | --------------- | -------------- | ------------------ | ------------------------------- |
| LMP1   | Davy Jones         | Alexander Wurz  | Manuel Reuter  | TWR-Porsche WSC-95 | Gesamtsieg                      |
| LMP2   | Yojiro Terada      | Jim Downing     | Franck Fréon   | Kudzu DLM          | Rang 25                         |
| GT1    | Hans Joachim Stuck | Thierry Boutsen | Bob Wollek     | Porsche 911 GT1    | Rang 2                          |
| GT2    | Guy Martinolle     | Ralf Kelleners  | Bruno Eichmann | Porsche 911 GT2    | Rang 12                         |

### Renndaten
- Gemeldet: 78
- Gestartet: 48
- Gewertet: 26
- Rennklassen: 4
- Zuschauer: 170.000
- Ehrenstarter des Rennens: Alain Delon, französischer Schauspieler
- Wetter am Rennwochenende: warm und trocken
- Streckenlänge: 13,600 km
- Fahrzeit des Siegerteams: 24:00:00.196 Stunden
- Runden des Siegerteams: 354
- Distanz des Siegerteams: 4814,400 km
- Siegerschnitt: 200,555 km/h
- Pole Position: Pierluigi Martini – TWR-Porsche WSC-95 (#7) – 3.46.682 = 215,985 km/h
- Schnellste Rennrunde: Eric van de Poele – Ferrari 333SP (#17) – 3:46.958 = 215,723 km/h
- Rennserie: zählte zu keiner Rennserie